# Amphiophiura coronata
Amphiophiura coronata är en ormstjärneart som först beskrevs av Jean Baptiste François René Koehler 1914.  Amphiophiura coronata ingår i släktet Amphiophiura och familjen fransormstjärnor. Inga underarter finns listade i Catalogue of Life.